# Puggaard
Puggaard är en dansk handelsmannasläkt.
Släkten Puggaard går tillbaka till landbon Jes Hansen i Tved på 1600-talet. Hans sonson Hans Hansen var ölhandlare i Ribe och tog namnet Puggaard efter sin företrädare, ölhandlaren Thomas Nielsen Puggaard (1699-1742).

## Medlemmar av släkten Puggaard i urval
- Jes Hansen (cirka 1635-96), landbo i Tved
  - Hans Jessen
    - Hans Hansen Tved, senare Puggaard (1720-76), ölhandlare i Ribe
      - Thomas Hansen Puggaard (1748-1818), underkantor och punschsalskrögare i Köpenhamn
        - Hans Puggaard (1786-1866), grosshandlare, gift med Bolette Cathrine Frederikke Puggaard, född Hage (1798-1847), målare
          - Rudolph Christopher Puggaard (1818-85), grosshandlare
            - Bolette Puggaard (1844-1929), gift med Wilhelm Emilius Zinn Hartmann (1836-98), kompositör

          - Arnette Marie Bolette Puggaard (1821-49), gift med politikern Orla Lehmann (1810-70)
          - Hans Christopher Wilhelm Puggaard (1823-64), geolog
            - Gerda Puggaard (1859-1926), gift med Julius Paludan (1843-1926), professor
            - Hans Puggard (1845-95), grosshandlare
            - Signe Elisabeth Puggaard (1847-99), gift med Jørgen Henry August Tegner (1843-1911), bankdirektör
              - Jacob Paludan (1896-1975), författare